# Replay/Dolly
Replay/Dolly (リプレイ/Dolly?, Ripurei/Dolly) è il ventisettesimo singolo della rock band visual kei giapponese Plastic Tree. È stato pubblicato il 13 agosto 2008 dall'etichetta major Universal Music.
Si tratta di una doppia a-side stampata in due versioni, entrambe in confezione jewel case: una special edition con DVD extra ed una normal edition con copertina modificata ed un brano in più.

## Tracce
Dopo il titolo è indicata fra parentesi "()" la grafia originale del titolo, eventuali note sono indicate dopo il punto e virgola ";".

### Normal edition
1. Replay (リプレイ?) - 5:03 (Ryūtarō Arimura)
2. Dolly (Dolly?) - 5:38 (Akira Nakayama)
3. Kaisō, koe wa naku. (回想、声はなく。?) - 4:43 (Plastic Tree)

### Special edition
1. Replay (リプレイ?) - 5:03 (Ryūtarō Arimura)
2. Dolly (Dolly?) - 5:38 (Akira Nakayama)
3. Replay ~Instrumental~ (リプレイ〜Instrumental〜?) - 5:03 (Ryūtarō Arimura)
4. Dolly ~Instrumental~ (Dolly〜Instrumental〜?) - 5:38 (Akira Nakayama)

#### DVD
1. Replay; videoclip
2. Replay; making of

## Altre presenze
- Replay:
  - 24/09/2008 - Utsusemi
  - 26/08/2009 - Gestalt hōkai

## Formazione
- Ryūtarō Arimura - voce e seconda chitarra
- Akira Nakayama - chitarra e cori
- Tadashi Hasegawa - basso e cori
- Hiroshi Sasabuchi - batteria